# Tomoxena dives
Espèce
Tomoxena dives est une espèce d'araignées aranéomorphes de la famille des Theridiidae.

## Distribution
Cette espèce est endémique d'Inde.

## Description
La femelle holotype mesure 7 mm.

## Publication originale
- Simon, 1895 : Études arachnologiques. 26e. XLI. Descriptions d'espèces et de genres nouveaux de l'ordre des Araneae. Annales de la Société Entomologique de France, vol. 64, p. 131-160 (texte intégral).